# Tisselskog Högsbyn
Tisselskog Högsbyn är ett naturreservat som ligger i Tisselskogs socken i Bengtsfors kommun. Det är beläget i en odlingsbygd på en udde vid sjön Råvarp. Här ligger Högsbyns hällristningsområde som är Dalslands i särklass största hällristningsområde.
I området finns även badmöjligheter, ett litet café och en bronsåldersutställning. 
Området förvaltas av Västkuststiftelsen.